# Antihypertensiva läkemedel
Antihypertensiva läkemedel, vanligen kallat blodtryckssänkande läkemedel, är en grupp av läkemedel som används för att behandla hypertoni (högt blodtryck).  Antihypertensiv terapi syftar till att förhindra komplikationer av högt blodtryck, såsom stroke, hjärtsvikt, njursvikt och hjärtinfarkt. Det finns många klasser av antihypertensiva läkemedel som sänker blodtrycket på olika sätt. Bland de viktigaste och mest använda läkemedlen är tiaziddiuretika, kalciumkanalblockerare, ACE-hämmare, angiotensin II-receptorantagonister (ARB) och betablockerare.
Vid behandling av hypertoni med blodtryckssänkande läkemedel är det viktigt att också kombinera detta med icke-farmakologisk behandling som till exempel fysisk aktivitet, rökstopp, kalorireducerad kost, minskat intag av salt mm.

## Exempel antihypertensiva läkemedel
- Tiaziddiuretika
- ACE-hämmare
- Angiotensin II-receptorantagonister (ARB)
- Betablockerare
- Alfa-antagonister
- Alfa-2-agonister
- Aldosteronantagonister
- Endotelinreceptorantagonister